# Улица Ленина (Лесные Поляны)
У́лица Ле́нина — улица в посёлке Лесные Поляны Пушкинского городского округа Московской области. Начинается от Советской улицы в городе Королёв и заканчивается у улицы Ивантеевская Ветка рядом с железной дорогой.
Пересекает Новую улицу.

## История
Получила современное название в 1949 году в честь В. И. Ленина.
Улица застроена в основном 5-этажными кирпичными домами, также встречаются 9-этажные. На улице 27 домов: 1, 1а, 1а, 1а стр. 1, 1б стр. 3, 1б стр. 4, 1б стр. 5, 1б стр. 8, 1б стр. 16, 1в стр. 25, 1г стр. 6, 1г стр. 7, 1г стр. 11, 1г стр. 12, 1г стр. 29, 1д стр. 9, 2, 3, 4, 5, 6, 7, 8, 9, 9а, 10, 11.

## Транспорт
Автобусы:
- 42 (ст. Пушкино — Лесные Поляны)

Маршрутное такси:
- 44 (Улица Академика Легостаева — ст. Болшево — Лесные Поляны — ст. Пушкино)

## Организации

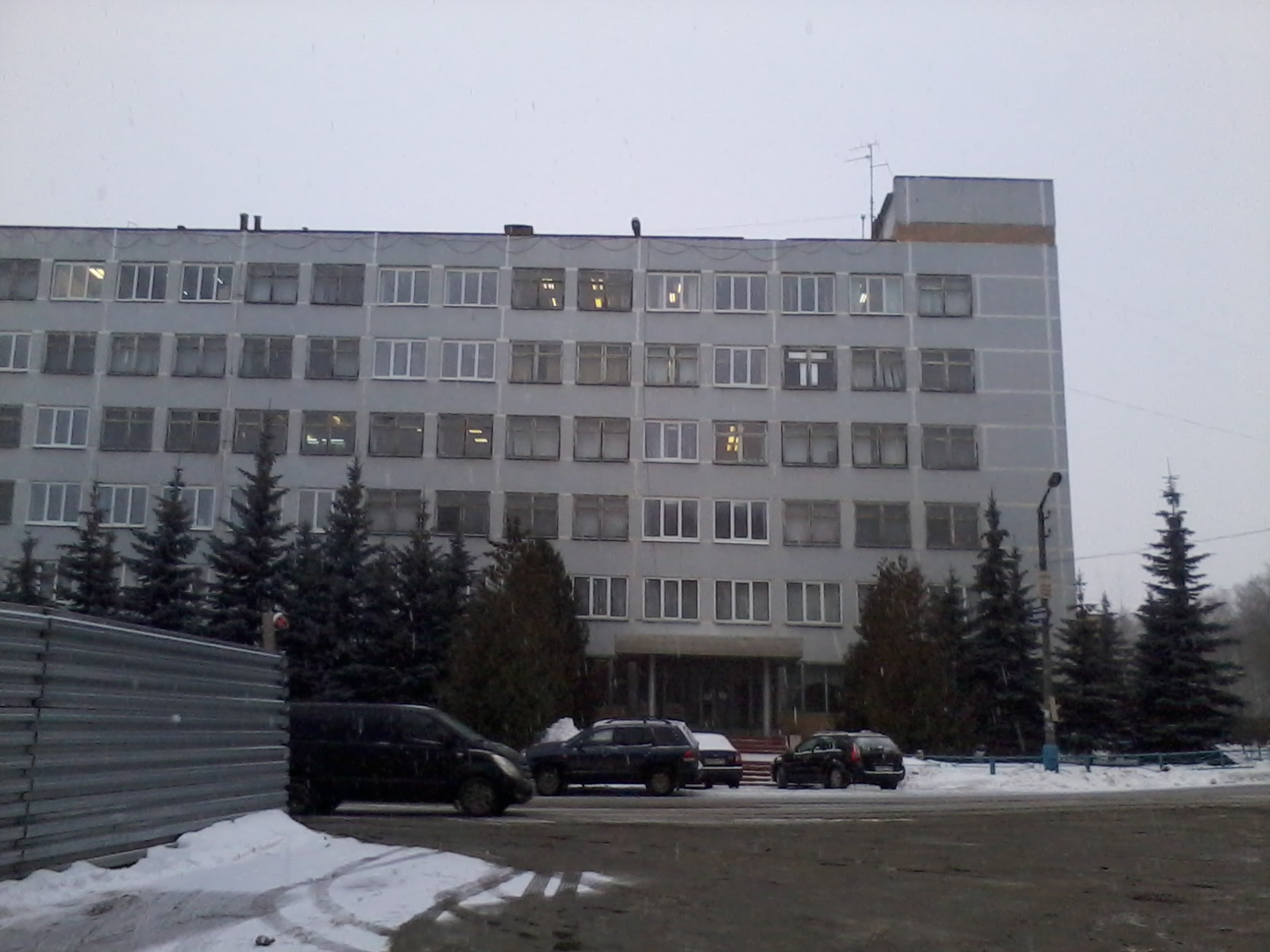

- дом 1: Всероссийский научно-исследовательский институт племенного дела (ВНИИПЛем)
- дом 1А: Производственная компания «Болшево-Хлебопродукт», Отделение «Лесные поляны» банка «Российский капитал», Ателье
- дом 2А: Магазин «Дикси»
- дом 6А: Храм иконы Божией Матери Неупиваемая Чаша
- дом 7: Сбербанк России, Среднерусский банк, Амбулатория[3], Почтовое отделение Лесные Поляны
- дом 9: Интернет-маркетинг «LightText»
- дом 9А: Платёжный терминал Qiwi, Аптека